# Grand Power K100
Die Grand Power K100 (in den USA auch als STI GP6 bezeichnet) ist eine slowakische Selbstladepistole. Die Waffe hat das Kaliber 9 × 19 mm. und wird in Banská Bystrica hergestellt.
Die Waffe wurde von Jaroslav Kuracina, einem ehemaligen Waffenoffizier der slowakischen Streitkräfte, entwickelt. Erste Zeichnungen der Pistole entstanden schon 1992. 2007 kündigte Grand Power ein Abkommen über den Verkauf von 100 000 Pistolen auf dem amerikanischen Markt in Zusammenarbeit mit STI International Inc. (Texas) an. Die ersten Waffen wurden 2008 exportiert. Dies waren K100 Mk6 Pistolen unter der handelsüblichen Bezeichnung GP 6.
Die K100 hat ein der Beretta Cougar ähnliches Verschlusssystem.